# Rezultatele echipei naționale de fotbal a României (1922-1939)
| · Rezultatele echipei naționale de fotbal a României |
| --- |
| - 2020–prezent (Meciurile 739 →) - 2000–2019 (Meciurile 529 – 738) - 1980–1999 (Meciurile 311 – 528 - 1960–1979 (Meciurile 153 – 310) - 1940–1959 (Meciurile 83 – 152) - 1922–1939 (Meciurile 1 – 82) |

Aceasta este lista rezultatelor echipei naționale de fotbal a României între anii 1922 și 1939.

## 1922
| 8 iunie 1922Cupa Regele Alexandru 1922 | Iugoslavia       | 1 – 2    | România                    | Belgrad, Iugoslavia                                                             |  |
|                                        | Šifer 35' (pen.) | (Raport) | 41' (pen.) Rónnay 61' Guga | Stadion: Stadion S.K. Jugoslavija Spectatori: 5.000 Arbitru: Heinrich Retschury |  |

| 3 septembrie 1922Meci amical | România      | 1 – 1    | Polonia     | Cernăuți, România                                                  |  |
|                              | Kozovits 63' | (Raport) | 20' Duźniak | Stadion: Stadionul Maccabi Spectatori: 6.000 Arbitru: Hans Schmidt |  |

## 1923
| 10 iunie 1923Cupa Regele Alexandru 1923 | România    | 1 – 2    | Iugoslavia     | București, România                                                         |  |
|                                         | Rónnay 47' | (Raport) | 23', 39' Vinek | Stadion: Stadionul F.S.S.R. Spectatori: 10.000 Arbitru: Heinrich Retschury |  |

| 1 iulie 1923Meci amical | România | 0 – 6    | Cehoslovacia                                 | Cluj, România                                                      |  |
|                         |         | (Raport) | 16', 29' Vlček 50', 66' Sloup 69', 82' Čapek | Stadion: Stadionul Orașului Spectatori: 8.000 Arbitru: Max Seemann |  |

| 2 septembrie 1923Meci amical | Polonia    | 1 – 1    | România  | Lvov, Polonia                                                                                  |  |
|                              | Kuchar 16' | (Raport) | 38' Guga | Stadion: Marshal Józef Piłsudski Polish Army Stadium Spectatori: 10.000 Arbitru: Carl Koppehel |  |

| 26 octombrie 1923Meci amical | Turcia          | 2 – 2    | România        | Istanbul, Turcia                                                |  |
|                              | Sporel 32', 50' | (Raport) | 20', 53' Gansl | Stadion: Taksim Stadium Spectatori: 7,500 Arbitru: Anton Krátký |  |

## 1924
| 20 mai 1924Meci amical | Austria                            | 4 – 1    | România    | Viena, Austria                                                          |  |
|                        | Kanhäuser 2', 52', 85' Häusler 77' | (Raport) | 73' Ströck | Stadion: Simmeringer Sportplatz Spectatori: 7.000 Arbitru: Peco Bauwens |  |

| 27 mai 1924JO 1924 | Țările de Jos                                   | 6 – 0    | România | Colombes, Franța                                                             |  |
|                    | Snouck 8' Pijl 28', 52', 60', 67' de Natris 80' | (Raport) |         | Stadion: Stade Olympique de Colombes Spectatori: 1,840 Arbitru: Félix Herren |  |

| 31 august 1924Meci amical | Cehoslovacia                                     | 4 – 1    | România    | Praga, Cehoslovacia                                             |  |
|                           | Dvořáček 33' Kolenatý 35' Žďárský 58' Ryšavý 79' | (Raport) | 85' Semler | Stadion: Stadion Slavii Spectatori: 18.000 Arbitru: Max Seemann |  |

## 1925
| 1 mai 1925Meci amical | România       | 1 – 2    | Turcia                 | București, România                                                |  |
|                       | Brauchler 66' | (Raport) | 62' Sporel 87' Leblebi | Stadion: Stadionul Romcomit Spectatori: 15.000 Arbitru: A. Rolton |  |

| 31 mai 1925Meci amical | Bulgaria                | 2 – 4    | România                                | Sofia, Bulgaria                                                  |  |
|                        | Ivanov 4' Dimitriev 89' | (Raport) | 14', 65' Wetzer 60', 81' (pen.) Semler | Stadion: Iunak Stadium Spectatori: 10.000 Arbitru: Umberto Marca |  |

## 1926
| 25 April 1926Meci amical | România                                                                 | 6 – 1    | Bulgaria  | București, România                                                |  |
|                          | Guga 17' Kugelbauer 24', 44' Nagy-Csomag 55' Ströck 62' (pen.) Avar 80' | (Raport) | 70' Denev | Stadion: Stadionul Romcomit Spectatori: 12.000 Arbitru: A. Rolton |  |

| 7 mai 1926Meci amical | Turcia       | 1 – 3    | România                   | Istanbul, Turcia                                               |  |
|                       | Peykoğlu 71' | (Raport) | 54', 63' Semler 59' Matek | Stadion: Taksim Stadium Spectatori: 5.000 Arbitru: W. H. Allen |  |

| 3 octombrie 1926Cupa Regele Alexandru 1926 | Iugoslavia     | 2 – 3    | România                        | Zagreb, Yugoslavia                                                          |  |
|                                            | Percl 47', 49' | (Raport) | 19' Semler 65' Wetzer 69' Guga | Stadion: Stadion Concordije Spectatori: 5.000 Arbitru: Ladislav Štépanovský |  |

## 1927
| 10 mai 1927Cupa Regele Alexandru 1927 | România | 0 – 3    | Iugoslavia                       | București, România                                              |  |
|                                       |         | (Raport) | 6' Luburić 23' Giler 25' Bonačić | Stadion: Stadionul ONEF Spectatori: 10.000 Arbitru: Ferenc Gerő |  |

| 19 iunie 1927Meci amical | România                  | 3 – 3    | Polonia                           | București, România                                                      |  |
|                          | Avar 12', 60' Tänzer 41' | (Raport) | 51' Kałuża 64' Pazurek 76' Wójcik | Stadion: Stadionul ONEF Spectatori: 8.000 Arbitru: Ladislav Štépanovský |  |

## 1928
| 15 April 1928Meci amical | România                                             | 4 – 2    | Turcia              | Arad, România                                                            |  |
|                          | Wetzer 40' Uluğ 55' (o.g.) Sepi 68' Nagy-Csomag 83' | (Raport) | 18' Faruki 73' Atak | Stadion: Stadionul Gloria C.F.R. Spectatori: 3.000 Arbitru: Josip Fabris |  |

| 6 mai 1928Cupa Regele Alexandru 1928 | Iugoslavia                       | 3 – 1    | România    | Belgrad, Iugoslavia                                                       |  |
|                                      | Sotirović 7', 42' Marjanović 26' | (Raport) | 85' Possak | Stadion: Stadion Jugoslavija Spectatori: 5.000 Arbitru: Mihály Ivanicsics |  |

## 1929
| 21 April 1929Meci amical | România              | 3 – 0    | Bulgaria | București, România                                                    |  |
|                          | Ciolac 64', 71', 73' | (Raport) |          | Stadion: Stadionul ONEF Spectatori: 10.000 Arbitru: Mihály Ivanicsics |  |

| 10 mai 1929Cupa Regele Alexandru 1929 | România                 | 2 – 3    | Iugoslavia                         | București, Români                                               |  |
|                                       | Subășeanu 20' Boros 35' | (Raport) | 27' Pavelić 60' Lemešić 62' Hitrec | Stadion: Stadionul ONEF Spectatori: 15.000 Arbitru: Eugen Braun |  |

| 15 septembrie 1929Meci amical | Bulgaria         | 2 – 3    | România                      | Sofia, Bulgaria                                               |  |
|                               | Staikov 37', 60' | (Raport) | 30' Sepi 61' Kovács 67' Deșu | Stadion: Levski Field Spectatori: 15.000 Arbitru: Ferenc Gerő |  |

| 6 octombrie 1929Cupa Balcanilor | România             | 2 – 1    | Iugoslavia     | București, România                                                  |  |
|                                 | Sepi 35' Ciolac 40' | (Raport) | 71' Marjanović | Stadion: Stadionul ONEF Spectatori: 10.000 Arbitru: Georgi Grigorov |  |

## 1930
| 4 mai 1930Cupa Regele Alexandru 1930 | Iugoslavia              | 2 – 1    | România  | Belgrad, Iugoslavia                                                          |  |
|                                      | Premerl 12' Bonačić 32' | (Raport) | 72' Deșu | Stadion: Stadion Jugoslavija Spectatori: 8.000 Arbitru: Ladislav Štépanovský |  |

| 25 mai 1930Cupa Balcanilor | România                                                               | 8 – 1    | Grecia             | București, România                                              |  |
|                            | Wetzer 8', 34', 75', 76', 80' Vogl 43' Raffinsky 57' (pen.) Dobay 77' | (Raport) | 15' Andrianopoulos | Stadion: Stadionul ONEF Spectatori: 15.000 Arbitru: Jovan Ružić |  |

| 14 iulie 1930Campionatul Mondial de Fotbal 1930 | România                        | 3 – 1    | Peru         | Montevideo, Uruguay                                               |  |
|                                                 | Deșu 1' Stanciu 79' Kovács 89' | (Raport) | 75' Ferreira | Stadion: Estadio Pocitos Spectatori: 300 Arbitru: Alberto Warnken |  |

| 21 iulie 1930Campionatul Mondial de Fotbal 1930 | Uruguay                                   | 4 – 0    | România | Montevideo, Uruguay                                                  |  |
|                                                 | Dorado 7' Scarone 26' Anselmo 31' Cea 35' | (Raport) |         | Stadion: Estadio Centenario Spectatori: 80.000 Arbitru: Almeida Rêgo |  |

| 12 octombrie 1930Cupa Balcanilor | Bulgaria                                                   | 5 – 3    | România                            | Sofia, Bulgaria                                                 |  |
|                                  | Staikov 11' (pen.), 52' Stoianov 34' Peșev 47' Vasilev 50' | (Raport) | 23', 43' Wetzer 71' (o.g.) Vasilev | Stadion: Slavia Stadium Spectatori: 10.000 Arbitru: Jovan Ružić |  |

## 1931
| 10 mai 1931Cupa Balcanilor | România                                   | 5 – 2    | Bulgaria               | București, România                                               |  |
|                            | Sepi 25' Bodola 50', 66' Stanciu 68', 81' | (Raport) | 51' Lozanov 89' Pancev | Stadion: Stadionul ONEF Spectatori: 12.000 Arbitru: Josip Fabris |  |

| 28 iunie 1931Cupa Balcanilor | Iugoslavia                 | 2 – 4    | România                                  | Zagreb, Iugoslavia                                                        |  |
|                              | Zečević 36' Marjanović 60' | (Raport) | 16' Glanzmann 49', 89' Bodola 50' Kovács | Stadion: Stadion H.A.S.K. Spectatori: 8.000 Arbitru: Apostolos Nikolaidis |  |

| 23 august 1931Meci amical | Polonia                   | 2 – 3    | România                 | Varșovia, Polonia                                                              |  |
|                           | Nawrot 80' Wypijewski 87' | (Raport) | 5', 78' Sepi 29' Kocsis | Stadion: Stadion Wojska Polskiego Spectatori: 10.000 Arbitru: František Cejnar |  |

| 26 august 1931Meci amical | Lituania                      | 2 – 4    | România                      | Kaunas, Lituania                                                   |  |
|                           | Raclauskas 34' Trumpjonas 37' | (Raport) | 3', 28', 81' Bodola 58' Sepi | Stadion: Makabi Stadionas Spectatori: 1.000 Arbitru: Juris Rēdlihs |  |

| 20 septembrie 1931Cupa Internațională a Europei Centrale | România                                   | 4 – 1    | Cehoslovacia B | Oradea, România                                                               |  |
|                                                          | Stanciu 19' Kocsis 28', 87' Glanzmann 47' | (Raport) | 35' Nejedlý    | Stadion: Stadionul Carol al-II-lea Spectatori: 8.000 Arbitru: Bora Vasiljević |  |

| 4 octombrie 1931Cupa Internațională a Europei Centrale | Ungaria B                                     | 4 – 0    | România | Budapesta, Ungaria                                               |  |
|                                                        | Károly 6', 28' Vogl 60' (o.g.) Engelhardt 68' | (Raport) |         | Stadion: V.A.C. Stadion Spectatori: 20.000 Arbitru: Josip Fabris |  |

| 29 noiembrie 1931Cupa Balcanilor | Grecia             | 2 – 4    | România                       | Atena, Grecia                                                                 |  |
|                                  | Aggelakis 34', 39' | (Raport) | 13', 18', 84' Bodola 51' Sepi | Stadion: Leoforos Alexandras Stadium Spectatori: 12.000 Arbitru: Josip Fabris |  |

## 1932
| 8 mai 1932Cupa Internațională a Europei Centrale | România                               | 4 – 1    | Austria B   | București, România                                                    |  |
|                                                  | Kovács 35' Kocsis 36', 85' Bodola 44' | (Raport) | 17' Sobotka | Stadion: Stadionul ONEF Spectatori: 10.000 Arbitru: Mihály Ivanicsics |  |

| 12 iunie 1932Meci amical | România                                           | 6 – 3    | Franța                              | București, România                                                    |  |
|                          | Bodola 10', 81' Wetzer 17', 68' Schwartz 20', 46' | (Raport) | 63' (pen.) Chardar 75', 77' Rolhion | Stadion: Stadionul ONEF Spectatori: 10.000 Arbitru: Mihály Ivanicsics |  |

| 26 iunie 1932Cupa Balcanilor | Bulgaria       | 2 – 0    | România | Belgrad, Iugoslavia                                                    |  |
|                              | Peșev 65', 89' | (Raport) |         | Stadion: Stadion Beogradski SK Spectatori: 5.000 Arbitru: Mika Popović |  |

| 28 iunie 1932Cupa Balcanilor | Grecia | 0 – 3    | România                          | Belgrad, Iugoslavia                                                        |  |
|                              |        | (Raport) | 6' Ciolac 9' Schwartz 16' Bodola | Stadion: Stadion Beogradski SK Spectatori: 2.500 Arbitru: Stefan Chumpalov |  |

| 3 iulie 1932Cupa Balcanilor | Iugoslavia                               | 3 – 1    | România    | Belgrad, Iugoslavia                                                           |  |
|                             | Zečević 21' Živković 30' Vujadinović 42' | (Raport) | 36' Kovács | Stadion: Stadion Beogradski SK Spectatori: 8.000 Arbitru: Stavros Hatzopoulos |  |

| 2 octombrie 1932Meci amical | România | 0 – 5    | Polonia                                 | București, România                                              |  |
|                             |         | (Raport) | 5' Matyas 8', 25', 78' Nawrot 38' Urban | Stadion: Stadionul ONEF Spectatori: 8.000 Arbitru: Josip Fabris |  |

| 16 octombrie 1932Cupa Internațională a Europei Centrale | Austria B | 0 – 1    | România  | Linz, Austria                                                           |  |
|                                                         |           | (Raport) | 1' Rónay | Stadion: Linzer A.S.K. Platz Spectatori: 4.000 Arbitru: Bohumil Ženišek |  |

## 1933
| 4 iunie 1933Cupa Balcanilor | România                                             | 7 – 0    | Bulgaria | București, România                                                      |  |
|                             | Vâlcov 11', 76' Dobay 53', 62' Ciolac 57', 61', 66' | (Raport) |          | Stadion: Stadionul ONEF Spectatori: 15.000 Arbitru: Stavros Hatzopoulos |  |

| 8 iunie 1933Cupa Balcanilor | România   | 1 – 0    | Grecia | București, România                                               |  |
|                             | Dobay 24' | (Raport) |        | Stadion: Stadionul ONEF Spectatori: 15.000 Arbitru: Josip Fabris |  |

| 11 iunie 1933Cupa Balcanilor | România                                        | 5 – 0    | Iugoslavia | București, România                                               |  |
|                              | Bindea 7' Ciolac 10' Bodola 13', 40' Dobay 42' | (Raport) |            | Stadion: Stadionul ONEF Spectatori: 28.000 Arbitru: Nikola Dosev |  |

| 24 septembrie 1933Cupa Internațională a Europei Centrale | România                           | 5 – 1    | Ungaria B  | București, România                                               |  |
|                                                          | Sepi 8', 32', 47', 83' Bindea 77' | (Raport) | 33' Keszey | Stadion: Stadionul ONEF Spectatori: 12.000 Arbitru: Nikola Dosev |  |

| 29 octombrie 1933Preliminariile CM 1934 | Elveția | 2 – 0    | România | Berna, Elveția                                                           |  |
|                                         |         | (Raport) |         | Stadion: Wankdorfstadion Spectatori: 15.000 Arbitru: Hans Samuel Boekman |  |

## 1934
| 25 martie 1934Cupa Internațională a Europei Centrale | Cehoslovacia B          | 2 – 2    | România              | Pardubice, Cehoslovacia                                                     |  |
|                                                      | Habelt 20' Kalocsay 83' | (Raport) | 28' Kovács 49' Dobay | Stadion: Pardubický Stadion Spectatori: 10.000 Arbitru: Maximilian Sznajder |  |

| 29 aprilie 1934Preliminariile CM 1934 | România                | 2 – 1    | Iugoslavia | București, România                                                |  |
|                                       | Schwartz 38' Dobay 74' | (Raport) | 71' Kragić | Stadion: Stadionul ONEF Spectatori: 20.000 Arbitru: John Langenus |  |

| 27 mai 1934Campionatul Mondial de Fotbal 1934 | Cehoslovacia        | 2 – 1    | România   | Trieste, Italia                                                   |  |
|                                               | Puč 50' Nejedlý 67' | (Raport) | 11' Dobay | Stadion: Stadio Littorio Spectatori: 8.000 Arbitru: John Langenus |  |

| 14 octombrie 1934Meci amical | Polonia                                  | 3 – 3    | România                   | Lvov, Polonia                                                                                |  |
|                              | Martyna 12' (pen.), 63' (pen.) Urban 60' | (Raport) | 52', 86' Dobay 52' Ciolac | Stadion: Marshal Józef Piłsudski Polish Army Stadium Spectatori: 6.000 Arbitru: Josip Fabris |  |

| 27 decembrie 1934Cupa Balcanilor | Grecia                         | 2 – 2    | România             | Atena, Grecia                                                                 |  |
|                                  | Andrianopoulos 14' Choumis 75' | (Raport) | 5' Dobay 13' Ciolac | Stadion: Leoforos Alexandras Stadium Spectatori: 15.000 Arbitru: Nikola Dosev |  |

| 30 decembrie 1934Cupa Balcanilor | Bulgaria         | 2 – 3    | România                    | Atena, Grecia                                                                        |  |
|                                  | Angelov 46', 50' | (Raport) | 14', 31' Bodola 37' Ciolac | Stadion: Leoforos Alexandras Stadium Spectatori: 2.500 Arbitru: Sotiris Asprogerakas |  |

## 1935
| 1 ianuarie 1935Cupa Balcanilor | România | 0 – 4    | Iugoslavia                                     | Atena, Grecia                                                                        |  |
|                                |         | (Raport) | 10' Tirnanić 34' Marjanović 67', 83' Tomašević | Stadion: Leoforos Alexandras Stadium Spectatori: 25.000 Arbitru: Stavros Hatzopoulos |  |

| 17 iunie 1935Cupa Balcanilor | România | 0 – 2    | Iugoslavia                 | Sofia, Bulgaria                                                       |  |
|                              |         | (Raport) | 33' Marjanović 56' Sekulić | Stadion: Yunak Stadium Spectatori: 3.000 Arbitru: Stavros Hatzopoulos |  |

| 19 iunie 1935Cupa Balcanilor | Bulgaria                                                  | 4 – 0    | România | Sofia, Bulgaria                                                        |  |
|                              | Lozanov 11' Iordanov 33' Peșev 49' Sucitulescu 62' (o.g.) | (Raport) |         | Stadion: Yunak Stadium Spectatori: 10.000 Arbitru: Stavros Hatzopoulos |  |

| 24 iunie 1935Cupa Balcanilor | Grecia           | 2 – 2    | România              | Sofia, Bulgaria                                               |  |
|                              | Choumis 10', 15' | (Raport) | 24' Bodola 26' Gruin | Stadion: Levski Field Spectatori: 1.000 Arbitru: Nikola Dosev |  |

| 25 august 1935Meci amical | Germania                                             | 4 – 2    | România         | Erfurt, Germania                                                                              |  |
|                           | Rasselnberg 1' Lenz 72' Simetsreiter 78' Hohmann 80' | (Raport) | 15', 77' Vâlcov | Stadion: Mitteldeutsche Kampfbahn Spectatori: 35.000 Arbitru: Johannes Franciscus van Moorsel |  |

| 1 septembrie 1935Meci amical | Suedia                                                                 | 7 – 1    | România       | Stockholm, Suedia                                                                 |  |
|                              | Bergsten 17' Keller 47' Nilsson 70', 73', 87' Jonasson 72' Persson 74' | (Raport) | 60' Georgescu | Stadion: Stockholms Olympiastadion Spectatori: 20.000 Arbitru: Rinaldo Barlassina |  |

| 3 noiembrie 1935Meci amical | România                              | 4 – 1    | Polonia     | București, România                                              |  |
|                             | Schileru 1' Bindea 20', 35' Sepi 73' | (Raport) | 36' Pazurek | Stadion: Stadionul ONEF Spectatori: 20.000 Arbitru: Jovan Ružić |  |

## 1936
| 10 mai 1936Cupa Regele Carol al II-lea 1936 | România              | 3 – 2    | Iugoslavia                    | București, România                                                |  |
|                                             | Bodola 21', 46', 51' | (Raport) | 32' Vujadinović 67' Tomašević | Stadion: Stadionul ONEF Spectatori: 30.000 Arbitru: John Langenus |  |

| 17 mai 1936Cupa Balcanilor | România                                     | 5 – 2    | Grecia                   | București, România                                               |  |
|                            | Bodola 21', 85' Schwartz 37', 75' Dobay 77' | (Raport) | 31' Vazos 76' Symeonidis | Stadion: Stadionul ONEF Spectatori: 15.000 Arbitru: Peco Bauwens |  |

| 24 mai 1936Cupa Balcanilor | România                                | 4 – 1    | Bulgaria    | București, România                                               |  |
|                            | Schwartz 10', 55' Ciolac 66' Dobay 69' | (Raport) | 35' Angelov | Stadion: Stadionul ONEF Spectatori: 20.000 Arbitru: Peco Bauwens |  |

| 4 octombrie 1936Meci amical | România    | 1 – 2    | Ungaria             | București, România                                                |  |
|                             | Bindea 24' | (Raport) | 65' Lázár 83' Toldi | Stadion: Stadionul ONEF Spectatori: 35.000 Arbitru: John Langenus |  |

## 1937
| 18 April 1937Cupa Vecinilor | România    | 1 – 1    | Cehoslovacia | București, România                                                                |  |
|                             | Bodola 63' | (Raport) | 81' Nejedlý  | Stadion: Stadionul Regele Carol II Spectatori: 40.000 Arbitru: Rinaldo Barlassina |  |

| 10 iunie 1937Meci amical | România          | 2 – 1    | Belgia       | București, România                                                            |  |
|                          | Barátky 34', 79' | (Raport) | 87' Voorhoof | Stadion: Stadionul Regele Carol II Spectatori: 30.000 Arbitru: Augustin Krist |  |

| 27 iunie 1937Meci amical | România          | 2 – 2    | Suedia            | București, România                                                           |  |
|                          | Barátky 25', 89' | (Raport) | 29', 37' Jonasson | Stadion: Stadionul Regele Carol II Spectatori: 25.000 Arbitru: John Langenus |  |

| 4 iulie 1937Meci amical | Polonia               | 2 – 4    | România                               | Lodz, Polonia                                                 |  |
|                         | Piontek 2' Matyas 25' | (Raport) | 13' Dobay 14', 82' Barátky 18' Bodola | Stadion: Stadion ŁKS Spectatori: 20.000 Arbitru: Klug Frigyes |  |

| 8 iulie 1937Meci amical | Lituania | 0 – 2    | România               | Kaunas, Lituania                                                        |  |
|                         |          | (Raport) | 17' Bogdan 88' Bodola | Stadion: Valstybinis Stadionas Spectatori: 5000 Arbitru: Voldemar Rooks |  |

| 12 iulie 1937Meci amical | Letonia | 0 – 0    | România | Rīga, Letonia                                                                          |  |
|                          |         | (Raport) |         | Stadion: A.S.K. [Armijas Sporta Klubs] Stadions Spectatori: 8000 Arbitru: Gustav Krist |  |

| 14 iulie 1937Meci amical | Estonia                 | 2 – 1    | România    | Tallinn, Estonia                                                   |  |
|                          | Kaljo 15' Siimenson 80' | (Raport) | 69' Bodola | Stadion: Kadrioru Staadion Spectatori: 6.000 Arbitru: Gustav Krist |  |

| 6 septembrie 1937Cupa Regele Carol al II-lea 1937 | Iugoslavia                 | 2 – 1    | România     | Belgrad, Iugoslavia                                                  |  |
|                                                   | Vujadinović 20' Lešnik 28' | (Raport) | 62' Barátky | Stadion: Stadion Beogradski Spectatori: 12.000 Arbitru: Gustav Krist |  |

## 1938
| 8 mai 1938Cupa Eduard Benes | România | 0 – 1    | Iugoslavia  | București, România                                              |  |
|                             |         | (Raport) | 25' Matošić | Stadion: Stadionul ANEF Spectatori: 35.000 Arbitru: Hertzka Pál |  |

| 5 iunie 1938Campionatul Mondial de Fotbal 1938 | România                                  | 3 – 3 (d.p.) | Cuba                                 | Toulouse, Franța                                                 |  |
|                                                | Bindea 30' Barátky 90' Dobay 106' (e.t.) | (Raport)     | 30' Socorro 30', 103' (e.t.) Magriñá | Stadion: Stade Chapou Spectatori: 6.707 Arbitru: Giuseppe Scarpi |  |

| 9 iunie 1938Campionatul Mondial de Fotbal 1938 | România   | 1 – 2               | Cuba                      | Toulouse, Franța                                           |  |
|                                                | Dobay 35' | (Raport) (Report 2) | 51' Socorro 57' Fernández | Stadion: Toulouse Spectatori: 7.536 Arbitru: Alfred Birlem |  |

| 6 septembrie 1938Cupa Eduard Benes 1937-1938 | România      | 1 – 1    | Iugoslavia | Belgrad, Iugoslavia                                                 |  |
|                                              | Petrović 41' | (Raport) | 67' Bindea | Stadion: Stadion Beogradski Spectatori: 8.000 Arbitru: Peco Bauwens |  |

| 25 septembrie 1938Meci amical | România  | 1 – 4    | Germania                                     | București, România                                               |  |
|                               | Orza 81' | (Raport) | 13' Schön 51' Stroh 61' (og) Albu 77' Pesser | Stadion: Stadionul ANEF Spectatori: 30.000 Arbitru: Mika Popović |  |

| 4 decembrie 1938Cupa Eduard Benes 1937-1938 | Cehoslovacia                                  | 6 – 2    | România                | Praga, Cehoslovacia                                                    |  |
|                                             | Bican 28', 49', 61', 81' Ludl 38' Kopecký 78' | (Raport) | 25' Barátky 26' Bodola | Stadion: Letenský Stadion Spectatori: 13.000 Arbitru: Generoso Dattilo |  |

## 1939
| 7 mai 1939Cupa Regele Carol II 1939 | România   | 1 – 0    | Iugoslavia | București, România                                                  |  |
|                                     | Dobay 89' | (Raport) |            | Stadion: Stadionul ANEF Spectatori: 25.000 Arbitru: Giuseppe Scarpi |  |

| 18 mai 1939Meci amical | România                                     | 4 – 0    | Letonia | București, România                                                      |  |
|                        | Bodola 41', 83' Dobay 56' Laumanis 76' (og) | (Raport) |         | Stadion: Stadionul Venus Spectatori: 2.000 Arbitru: Maximilian Sznajder |  |

| 24 mai 1939Meci amical | România | 0 – 2    | Anglia                | București, România                                                |  |
|                        |         | (Raport) | 10' Goulden 52' Welsh | Stadion: Stadionul ANEF Spectatori: 40.000 Arbitru: John Langenus |  |

| 11 iunie 1939Meci amical | România | 0 – 1    | Italia       | București, România                                                |  |
|                          |         | (Raport) | 32' Colaussi | Stadion: Stadionul ANEF Spectatori: 28.000 Arbitru: Alois Beranek |  |

| 22 octombrie 1939Meci amical | România       | 1 – 1    | Ungaria  | București, România                                                   |  |
|                              | Spielmann 78' | (Raport) | 74' Tóth | Stadion: Stadionul ANEF Spectatori: 25.000 Arbitru: Generoso Dattilo |  |